# Claude Ferny
Pour les articles homonymes, voir Ferny.
Claude Ferny, nom de plume de Pierre Marchand, né le 17 juin 1906 à Rennes et mort le 1er mars 1978 à Colombes, est un écrivain français, auteur de roman policier et de roman d'espionnage. Il utilise plusieurs autres pseudonymes, dont Stany Baker, Peter Marsch et Mickey Spilon.

## Biographie
Selon Michel Lebrun, Claude Ferny « s'est taillé une solide réputation de « fou littéraire » avec plus de quarante romans policiers délirants, dans lesquels il accumule, comme à plaisir, infanticides, nécrophilie, prostitution, sadomasochisme et crimes invraisemblables ».
Il rééditera plusieurs fois les mêmes livres sous un titre différent en y ajoutant une fausse préface écrite par une soi-disant sommité scientifique ou en le présentant comme adapté de l'américain. 
En 1949, son premier roman, La Main qui nourrissait la mort et l'année suivante La mort se promène la nuit sont construits d'une façon originale constitués uniquement de rapports officiels : rapports d'autopsie, procès-verbaux d'audition de témoins et de rapports de police.

## Œuvre

### Romans signés Claude Ferny
- La Main qui nourrissait la mort, Éditions La Bruyère, coll. « La Cagoule » no 59 (1949)
- Maître Leduc, tueur, World Press, coll. « Meurtre et Volupté » (1950)
- Le Monstre du bois maudit, Éditions La Bruyère, coll. « La Cagoule » no 64 (1949)
- Poupées, attention ! N'embarquez pas..., Éditions du Globe, coll. « Noire franco-américaine » no 1 (1950)
- Fred protecteur de filles, Éditions du Globe, coll. « Noire franco-américaine » no 3 (1950)
- La mort se promène la nuit, Éditions La Bruyère, coll. « La Cagoule » no 76 (1950)
- Dora, fille de la nuit, Éditions de La Dernière Chance, coll. « Série Les Nuits blêmes » no 2 (1953)
- Un mort vert, trois morts violets, Éditions de La Dernière Chance, coll. « Série Les Nuits blêmes » no 3 (1953)
- La Baie des morts étranges, Éditions Le Condor, coll. « Série Police » no 4 (1953)
- La Grimace du Bouddha vert, Éditions La Dernière Chance, coll. « "Les Menottes" » no 1 (1953)
- À la sueur de ton ventre, Éditions Le Trotteur, coll. « Noire franco-américaine » no 16 (1953)
- On descend les pin-up !, Éditions Le Trotteur, coll. « Noire franco-américaine » no 17 (1953)
- Pépé la poisse truande, Éditions Le Trotteur, coll. « Noire franco-américaine » no 18 (1953)
- Tu éternueras dans la sciure !, Éditions Le Trotteur, coll. « Noire franco-américaine » no 23 (1953)
- La Fille de Mandrin, Éditions de La Flamme d'or, coll. « La Panthère » no 11 (1954)
- Mademoiselle Sans-Quartier, Éditions de La Flamme d'or, coll. « La Panthère » no 12 (1954)
- Sept coups au cœur, Éditions Nouvelles Presses Mondiales, coll. « Aventures du gentleman en noir » no 1 (1955)
- La Tête de marbre, Éditions Nouvelles Presses Mondiales, coll. « Aventures du gentleman en noir » no 2 (1955)
- Elle fut décapitée à minuit, Éditions Nouvelles Presses Mondiales, coll. « Aventures du gentleman en noir » no 3 (1955)
- L'Ombre sanglante, Éditions Jacquier, coll. « La Loupe » no 46 (1956)
- Le Mort à la main coupée, Éditions Jacquier, coll. « La Loupe » no 54 (1956)
- Le témoin ne peut pas parler, Éditions du Puits-Pelu, coll. « Le Glaive » no 127 (1957)
- L'assassin tue en jaquette, Éditions Jacquier, coll. « La Loupe » no 64 (1957)
- Jessie la rousse, espionne de choc, Éditions Jacquier, coll. « La Loupe » série espionnage no 54 (1958)
- Opération Requiem, Éditions Jacquier, coll. « La Loupe » série espionnage no 73 (1959)
- Sabotage à Canaveral, Éditions Jacquier, coll. « La Loupe » série espionnage no 79 (1960)
- Objectif Fusée K, Éditions Baudelaire, coll. « Détective-Pocket » no 1 (1963)
- Cette rousse est explosive, Éditions de La Renaissance, coll. « Le Verdict espionnage » no 2 (1960)

### Romans signés Peter Marsch
- Dossier secret 22 H, Éditions de l'Arabesque, coll. « Espionnage » no 17 (1955)
- Ton corps n'est pas à toi, Éditions de l'Arabesque (1955)
- La Belle Négrière, Éditions Métal (1955)
- Le Démon blanc Éditions Métal (1955)
- J'étais Jack l'Éventreur, Éditions Métal (1956)
- Jessie la Rousse, Éditions Métal (1956)
- Faites sauter Bévatron, Éditions de l'Arabesque, coll. « Espionnage » no 27 (1956)
- La Guerre du Zirconium, Éditions de l'Arabesque, coll. « Espionnage » no 42 (1957)

### Romans signés Mickey Spilon
- L'Étrangleur, Éditions Baudelaire, coll. « Détective-Pocket » no 4 (1963)
- Une pépée difficile, Éditions Baudelaire, coll. « Détective-Pocket » no 24 (1963)

### Romans signés Stany Baker
- Toujours en forme, Éditions Le Condor, coll. « Votre roman noir Madame » no 12 (1953)
- La Chair qui flambe, Éditions Le Condor, coll. « Votre roman noir Madame » no 13 (1953)
- Faut qu'elles y passent toutes, Éditions Le Trotteur, coll. « Paprika » no 14 (1954)

### Sources
: document utilisé comme source pour la rédaction de cet article.
- Claude Mesplède (dir.), Dictionnaire des littératures policières, vol. 1 : A - I, Nantes, Joseph K, coll. « Temps noir », 2007, 1054 p. (ISBN 978-2-910-68644-4, OCLC 315873251), p. 726-727